# シェベーク・ジェルジ

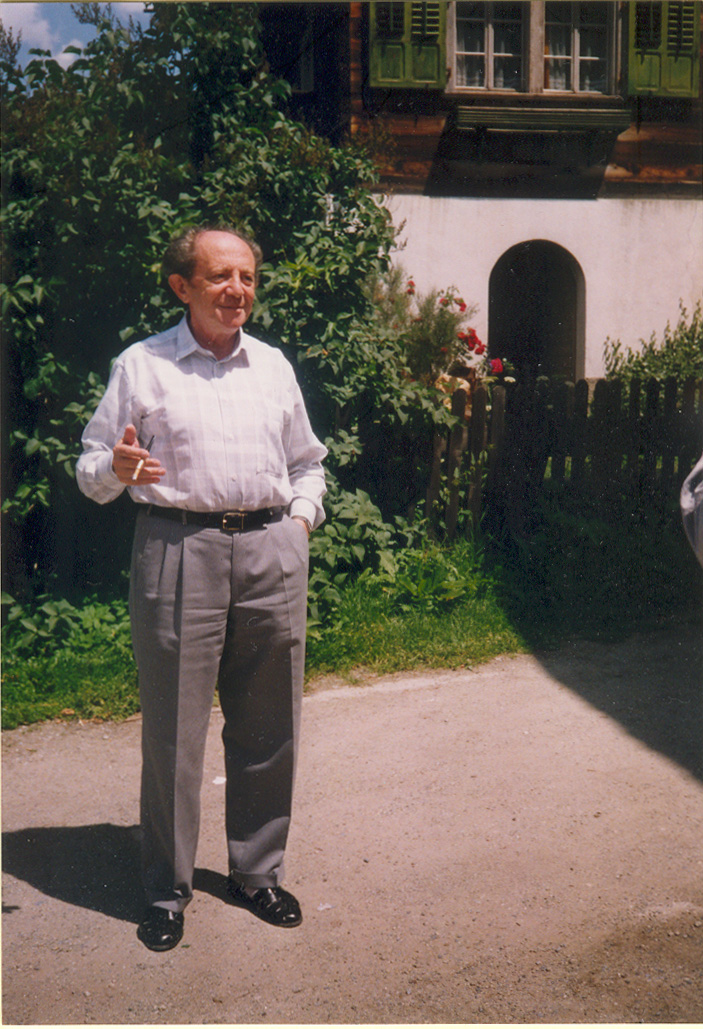
シェベーク・ジェルジ（1991年）

シェベーク・ジェルジ（Sebők György [ˈʃebøːkˌɟørɟ], 1922年11月2日 - 1999年11月14日）は、ハンガリー出身のピアノ奏者。日本ではジョルジ・シェベックと表記されることも多い。

## 生涯
ハンガリーはセゲドの生まれ。11歳でソロ・リサイタルを開き、14歳でベートーヴェンのピアノ協奏曲第1番をフリッチャイ・フェレンツと共演するなど、神童振りを発揮した。
16歳のときにリスト・フェエンツ音楽大学に入学してコダーイ・ゾルターンやヴェイネル・レオーらの薫陶を受け、卒業後は欧米やロシアなどで演奏活動をはじめ、シュタルケル・ヤーノシュらともたびたび共演を重ねた。
1949年からはブダペストのバルトーク・ベーラ音楽高等学校のピアノ科教諭に就任するも、1956年のハンガリー動乱の影響でパリに亡命を余儀なくされた。このとき、シュタルケルの援助によってブルーミントンのインディアナ大学の教授となった。また、ベルリン高等音楽院や桐朋学園大学などにも招かれてマスター・クラスを開き、後進の指導に熱心に当たった。
ブルーミントンにて没。